# David Weisman
David Weismann (Binghamton, New York, 1942. március 11. – Los Angeles, Kalifornia, 2019. október 9.) amerikai filmproducer, grafikus, filmrendező, forgatókönyvíró. Testvére Sam Weisman filmrendező.

## Filmjei
Főcím designer
- Vihar délen (Hurry Sundown) (1967)
- Ciao Manhattan (1972)
- The Killing of America (1981, dokumentumfilm)
- Meztelen tangó (Naked Tango) (1990)
- Párosban a városban (The Out-of-Towners) (1999)
- Négybalkéz (What's the Worst That Could Happen?) (2001)

Producerként, rendezőként
- The Telephone Book (1971, rendezőasszisztens)
- Ciao Manhattan (1972, producer, társrendező, forgatókönyvíró)
- A sógun orgyilkosa (Shogun Assassin) (9 (1980, producer, forgatókönyvíró)
- Growing Pains (1984, executive producer)
- A pókasszony csókja (Kiss of the Spider Woman) (1985, producer)
- Raiders of the Living Dead (1986, associate producer)
- Gyomok között (Ironweed) (1987, creative producer)
- Spike of Bensonhurst (1988, producer)
- Meztelen tangó (Naked Tango) (1990, producer)
- Tangled Web: Making Kiss of the Spider Woman (2008, videó, dokumentumfilm, producer, rendező)
- Kiss of the Spider Woman - Making the Musical (2008, videó, dokumentum-rövidfilm, producer, rendező)
- Manuel Puig: The Submissive Woman's Role (2008, videó, rövidfilm, producer, rendező)
- Edie: Girl on Fire (2010, rövidfilm, rendező, forgatókönyvíró)
- Xtrme City (2011, producer)